# 克罗皮夫尼茨基区
克罗皮夫尼茨基区（烏克蘭語：Кропивницький район），是烏克蘭基洛夫格勒州人口最多的區，行政中心設於克罗皮夫尼茨基，人口数量为437,018人（2021年估计）。

## 历史
2018年之前该区的名字为基洛沃赫拉德区（Кіровоградський район），据去共化法律改为现名。
2020年克罗皮夫尼茨基区的面积为1,600平方公里，人口36,353。
2020年7月18日乌克兰進行行政区重劃，基洛夫格勒州21個區和4個州轄市整併為4個區，克罗皮夫尼茨基区的面积显著增加。原博布里內茨區、多林斯卡區、孔帕尼伊夫卡區、諾夫霍羅德卡區、亞歷山德里夫卡區、烏斯蒂尼夫卡區、茲納緬卡區，以及克羅皮夫尼茨基市镇和兹纳缅卡市镇合并至克罗皮夫尼茨基区。

## 行政区划
克罗皮夫尼茨基区下分为17个市镇，以下依市鎮人口多到少排列：

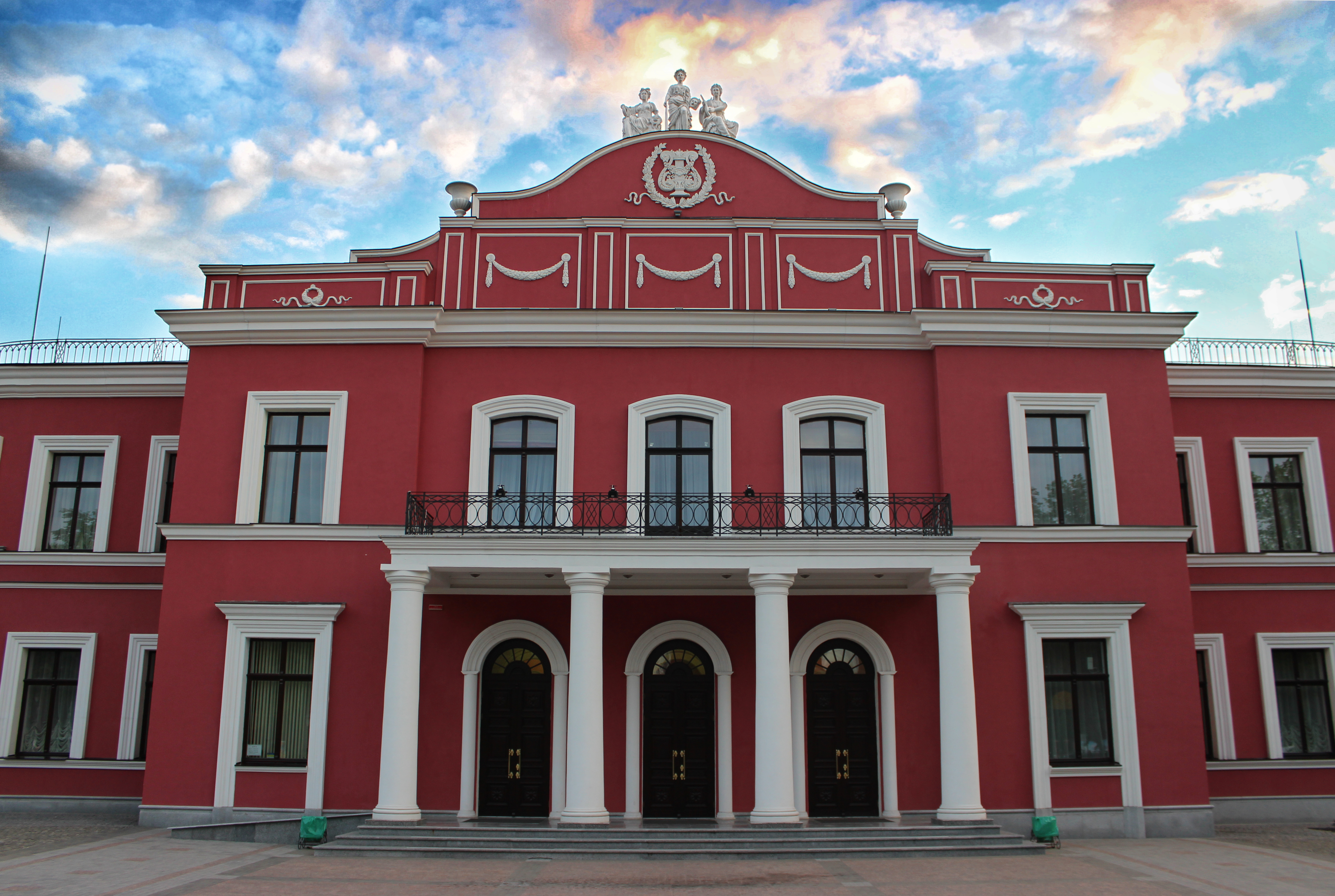
克羅皮夫尼茨基市鎮（烏克蘭語：Кропивницька міська громада）
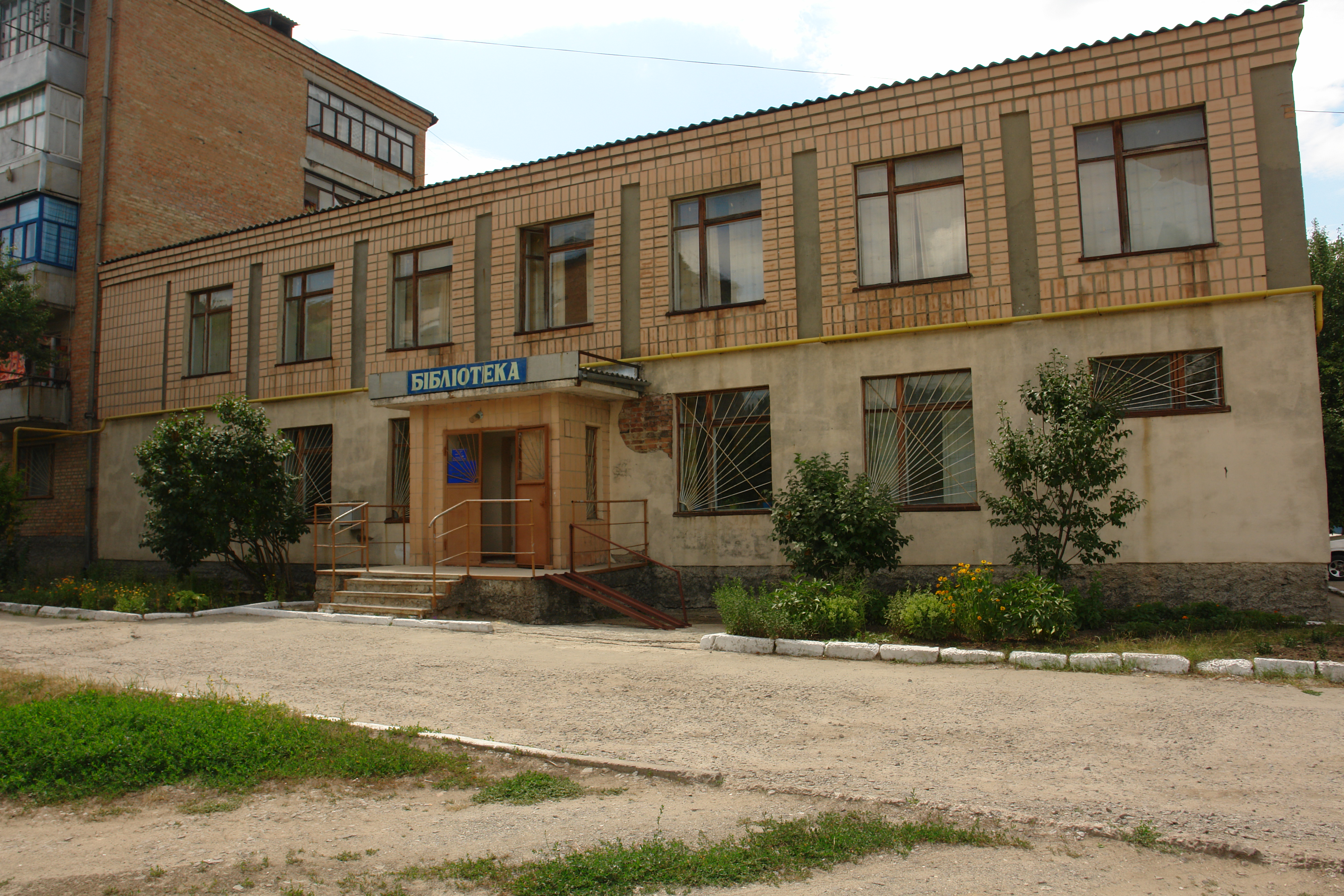
兹纳缅卡市鎮
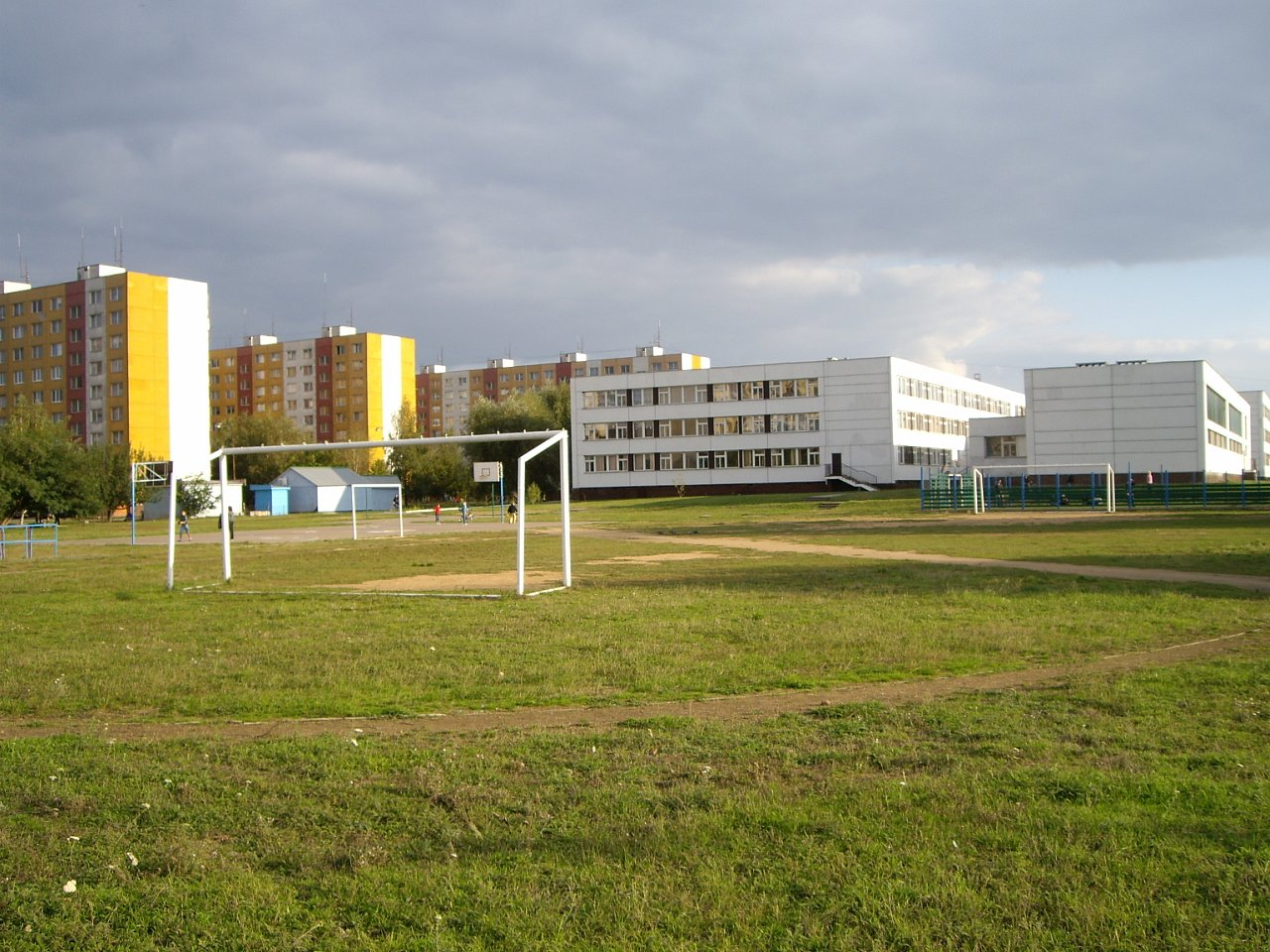
多林斯卡市鎮（烏克蘭語：Знам'янська міська громада）
- 亞歷山德里夫卡市鎮（烏克蘭語：Долинська міська громада (Кіровоградська область)）
- 諾夫霍羅德卡市鎮（烏克蘭語：Олександрівська селищна громада (Кіровоградська область)）
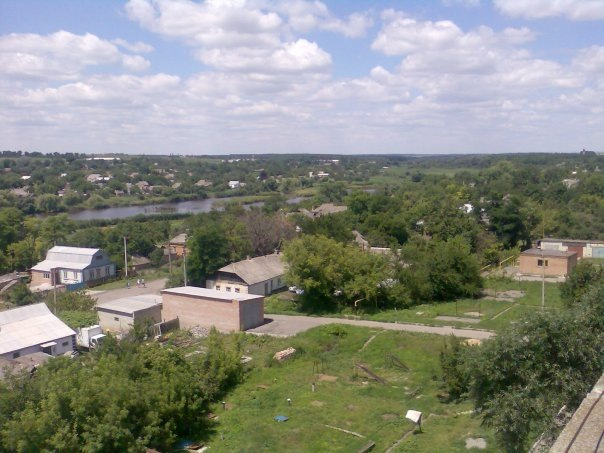
孔帕尼伊夫卡市鎮（烏克蘭語：Новгородківська селищна громада）
- 克特里薩尼夫卡市鎮（烏克蘭語：Компаніївська селищна громада）
- 烏斯蒂尼夫卡市鎮（烏克蘭語：Кетрисанівська сільська громада）
- 蘇博齊市鎮（烏克蘭語：Устинівська селищна громада）
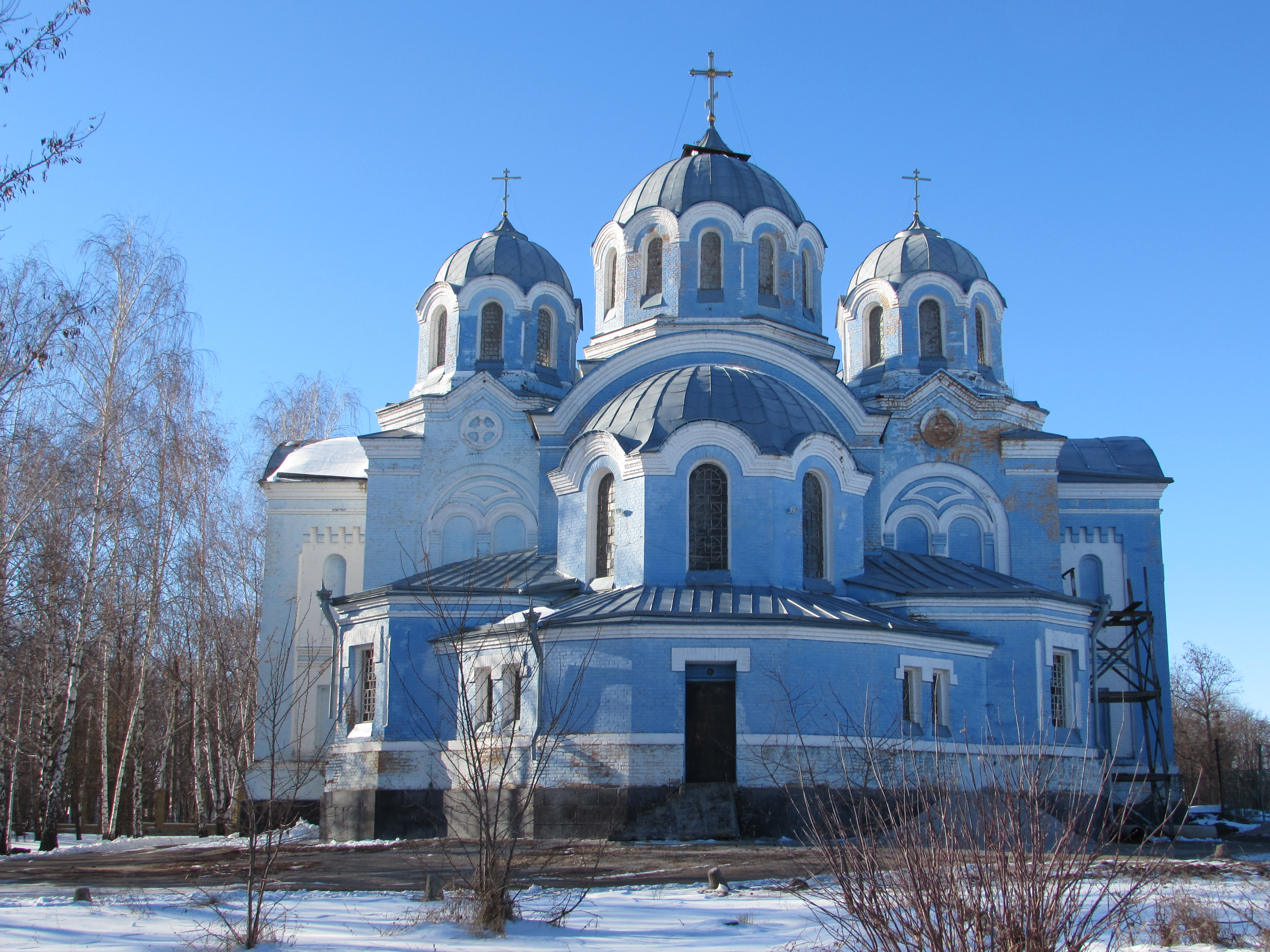
博布里內茨市鎮（烏克蘭語：Суботцівська сільська громада）
- 索科利夫斯凱（烏克蘭語：Соколівське）市鎮（烏克蘭語：Соколівська сільська громада (Кіровоградська область)）
- 佩爾沃茲瓦尼夫卡（烏克蘭語：Первозванівка (Кропивницький район)）市鎮（烏克蘭語：Первозванівська сільська громада）
- 德米特里夫卡市鎮（烏克蘭語：Дмитрівська сільська громада (Кіровоградська область)）
- 大塞韋林卡（烏克蘭語：Велика Северинка）市鎮（烏克蘭語：Великосеверинівська сільська громада）
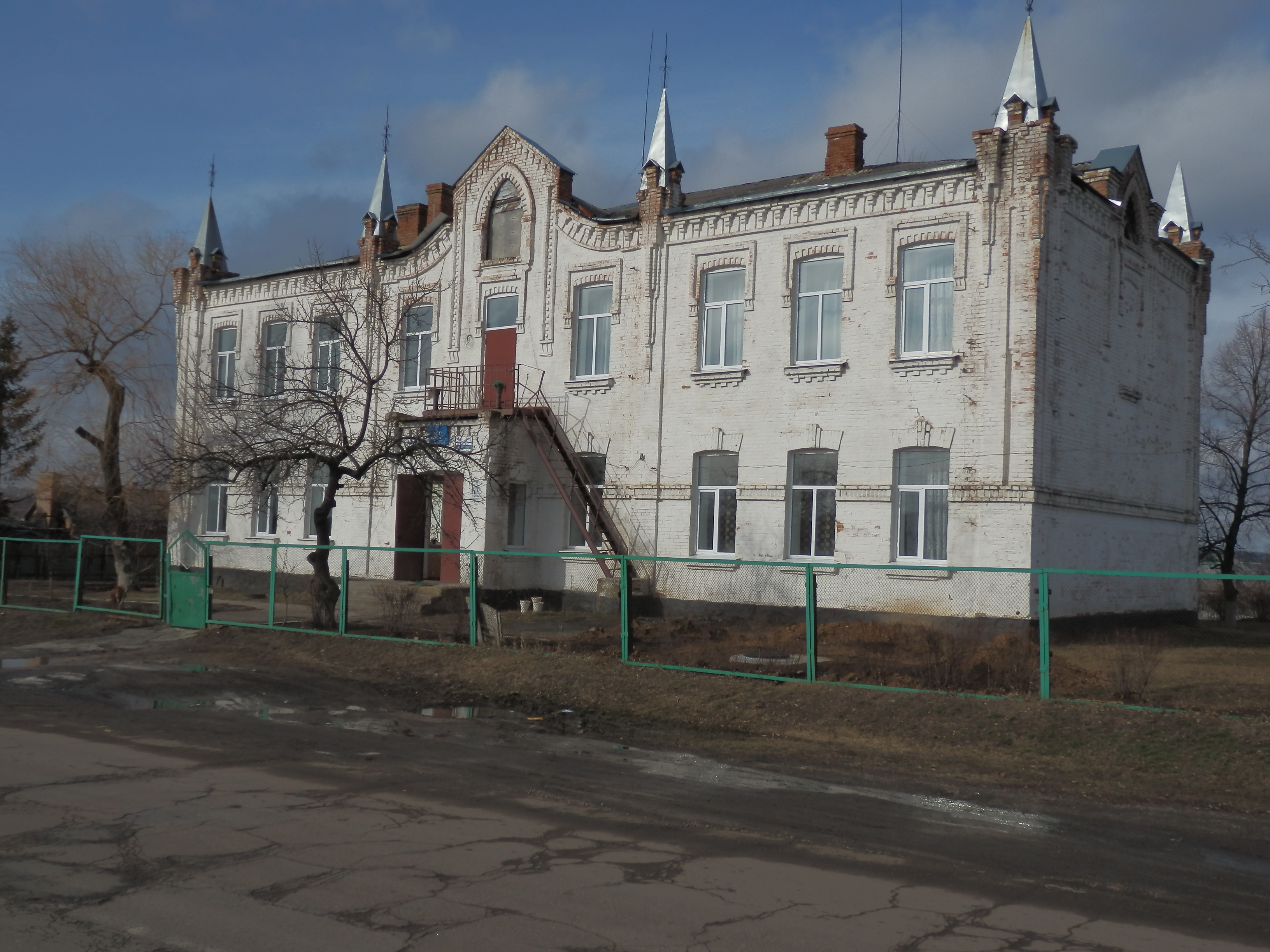
阿賈姆卡市鎮（烏克蘭語：Аджамська сільська громада）
- 胡里夫卡市鎮（烏克蘭語：Гурівська сільська громада）
- 卡捷琳尼夫卡（烏克蘭語：Катеринівка (Катеринівська сільська громада)）市鎮（烏克蘭語：Катеринівська сільська громада）

- 克羅皮夫尼茨基
- 兹纳缅卡
- 多林斯卡
- 孔帕尼伊夫卡
- 博布里內茨
- 阿賈姆卡